# Campeonato Cearense de Futebol de 2024
A Série A do Campeonato Cearense de Futebol de 2024 (oficialmente, Campeonato Cearense Superbet 2024, por motivos de patrocínio) foi a 110ª edição da principal divisão do futebol Cearense. O campeonato, realizado e organizado pela Federação Cearense de Futebol e disputado por 10 clubes, iniciou-se em 20 de janeiro e finalizando em 6 de abril de 2024, com o 46.º título estadual para a equipe do Ceará. A competição premiará os clubes com duas vagas para a Copa do Brasil de 2025, três para a Série D de 2025, uma para a fase de grupos e uma para a fase preliminar da Copa do Nordeste de 2025.
Voltaram a competir na elite cearense Floresta e Horizonte, cujas últimas participações na primeira divisão aconteceram em 2020. As equipes assumiram as vagas deixadas pelas quedas de Guarani de Juazeiro e Pacajus no ano anterior.
O rebaixamento foi formado na última rodada do Quadrangular do Rebaixamento, em que o Atlético Cearense venceu por 1–0 o Caucaia e ambos foram rebaixados a Série B de 2025 por conta do resultado de Horizonte 2–1 Barbalha.

## Equipes participantes

### Promovidos e rebaixados
| Pos. | Rebaixados da Primeira Divisão de 2023 |
| ---- | -------------------------------------- |
| 9º   | Pacajus                                |
| 10º  | Guarani de Juazeiro                    |

| Pos. | Promovidos da Segunda Divisão de 2023 |
| ---- | ------------------------------------- |
| 1º   | Horizonte                             |
| 2º   | Floresta                              |

### Informações das equipes
| Aumento | Equipe promovida da Segunda Divisão de 2023 |

## Regulamento
Repetindo a fórmula do ano anterior, o Campeonato será disputado em quatro fases, a saber: Primeira Fase, Quartas de final, Semifinal e Final, além de uma fase de Quadrangular contra o Rebaixamento.
Na Primeira Fase, todos os clubes participantes serão divididos em 2 grupos de 5 equipes cada. Cada equipe irá enfrentar as demais do outro grupo em turno único, totalizando 5 rodadas. As 5 equipes mais bem posicionadas no Ranking da FCF terão direito a mando de campo em 3 rodadas, enquanto as demais terão direito de mando de campo em 2 rodadas. O 1º colocado de cada grupo classifica-se diretamente as Semifinais, enquanto os 2º e 3º colocados de cada grupo se classificam as Quartas de Final, e os dois últimos de cada grupo jogam o Quadrangular contra o Rebaixamento.
No Quadrangular, as duas últimas equipes de cada grupo serão colocadas em grupo único e definirão no sistema de todos contra todos em turno e returno, totalizando 6 rodadas, com as equipes classificadas na 4ª colocação na Primeira Fase tendo mando de campo na última rodada. Os dois últimos colocados descenderão para a Série B de 2025.
Em caso de empate na pontuação final, na Primeira Fase ou no Quadrangular contra o Rebaixamento, o desempate será feito observando os critérios abaixo:
1. Maior número de vitórias;
2. Maior saldo de gols;
3. Maior número de gols pró;
4. Menor número de cartões vermelhos recebidos;
5. Menor número de cartões amarelos recebidos;
6. Sorteio.

As Quartas de Final serão disputadas em ida e volta, com mando de campo na volta para os segundo colocados, com os seguintes confrontos:
- Grupo C – 2º Colocado do Grupo A x 3º Colocado do Grupo A
- Grupo D – 2º Colocado do Grupo B x 3º Colocado do Grupo B

As Semifinais serão disputadas em partidas de ida e volta, com mando de campo na volta para os primeiros colocados na Primeira Fase, com os seguintes confrontos:
- Grupo E – 1º Colocado do Grupo A x Vencedor Grupo C
- Grupo F – 1º Colocado do Grupo B x Vencedor Grupo D

A Final será disputada em ida e volta, com mando de campo na volta para a equipe de melhor campanha considerando as partidas disputadas na Primeira Fase e na Semifinal, com o seguinte confronto:
- Grupo G – Vencedor Grupo E x Vencedor Grupo F

Nas Quartas de Final, Semifinal e Final, em caso de empate em pontos ao final da partida de volta, o desempate será feito observando os critérios abaixo:
1. Maior saldo de gols;
2. Disputa de pênaltis.

Ao clube vencedor da Final será atribuído o título de Campeão Cearense da Série A de 2024. O time melhor posicionado na Classificação Geral, dentre aqueles que não sejam sediados em Fortaleza, receberá o título de Campeão Cearense do Interior, recebendo a Taça Padre Cícero. As vagas em competições nacionais e regionais serão distribuídas conforme os seguintes critérios:
- Copa do Brasil 2025 (2 vagas): Campeão e vice-campeão estadual.
- Série D 2025 (3 vagas): Equipes mais bem posicionadas na Classificação Geral, excluindo Ceará, Ferroviário, Floresta e Fortaleza.[nota 1]
- Fase de Grupos da Copa do Nordeste 2025 (1 vaga): Campeão estadual.
- Eliminatória da Copa do Nordeste 2025 (1 vaga): Equipe mais bem posicionada na Classificação Geral, excluindo o campeão estadual e as duas equipes cearenses melhor ranqueadas no Ranking da CBF 2024, dentre aquelas que disputaram a primeira divisão estadual no ano.[nota 2]

## Primeira Fase

### Sorteio
O sorteio dos grupos foi realizado em 11 de outubro de 2023 no evento de lançamento do campeonato, no auditório da Superintendência de Obras Públicas do Ceará (SOP-CE).
Para o sorteio, as equipes foram divididas em 5 (cinco) potes de acordo com suas posições no Ranking da FCF. Em cada pote, um dos clubes integrarão diferentes grupos.

#### Potes para sorteio
| Pote 1                        | Pote 2                            | Pote 3                                 | Pote 4                           | Pote 5                                |
| ----------------------------- | --------------------------------- | -------------------------------------- | -------------------------------- | ------------------------------------- |
| - Fortaleza (1º) - Ceará (2º) | - Ferroviário (3º) - Caucaia (4º) | - Atlético Cearense (5º) - Iguatu (8º) | - Floresta (9º) - Barbalha (11º) | - Maracanã-CE (12º) - Horizonte (15º) |

### Grupo A
| Pos | Equipe            | Pts | J | V | E | D | GP | GC | SG | Classificado                           |
| --- | ----------------- | --- | - | - | - | - | -- | -- | -- | -------------------------------------- |
| 1   | Fortaleza         | 11  | 5 | 3 | 2 | 0 | 14 | 5  | +9 | Classificado para a Semifinal          |
| 2   | Maracanã-CE       | 9   | 5 | 2 | 3 | 0 | 8  | 5  | +3 | Classificados para as Quartas de Final |
| 3   | Floresta          | 7   | 5 | 2 | 1 | 2 | 7  | 5  | +2 | Classificados para as Quartas de Final |
| 4   | Caucaia           | 3   | 5 | 1 | 0 | 4 | 3  | 10 | −7 | Quadrangular do Rebaixamento           |
| 5   | Atlético Cearense | 2   | 5 | 0 | 2 | 3 | 2  | 11 | −9 | Quadrangular do Rebaixamento           |

### Grupo B
| Pos | Equipe      | Pts | J | V | E | D | GP | GC | SG  | Classificado                           |
| --- | ----------- | --- | - | - | - | - | -- | -- | --- | -------------------------------------- |
| 1   | Ceará       | 11  | 5 | 3 | 2 | 0 | 16 | 4  | +12 | Classificado para a Semifinal          |
| 2   | Iguatu      | 10  | 5 | 3 | 1 | 1 | 7  | 5  | +2  | Classificados para as Quartas de Final |
| 3   | Ferroviário | 8   | 5 | 2 | 2 | 1 | 6  | 6  | 0   | Classificados para as Quartas de Final |
| 4   | Horizonte   | 4   | 5 | 1 | 1 | 3 | 5  | 10 | −5  | Quadrangular do Rebaixamento           |
| 5   | Barbalha    | 2   | 5 | 0 | 2 | 3 | 2  | 9  | −7  | Quadrangular do Rebaixamento           |

### Confrontos
| Mandante \ Visitante | ATC | BAR | CAU | CEA | FAC | FLO | FOR | HOR | IGU | MAR |
| -------------------- | --- | --- | --- | --- | --- | --- | --- | --- | --- | --- |
| Atlético Cearense    | —   | 0–0 | –   | –   | 1–2 | –   | –   | –   | –   | –   |
| Barbalha             | –   | —   | –   | –   | –   | –   | 0–5 | –   | –   | 1–2 |
| Caucaia              | –   | 2–1 | —   | –   | 1–2 | –   | –   | 0–1 | –   | –   |
| Ceará                | 6–0 | –   | 5–0 | —   | –   | 1–0 | –   | –   | –   | –   |
| Ferroviário          | –   | –   | –   | –   | —   | 1–3 | 1–1 | –   | –   | 0–0 |
| Floresta             | –   | 0–0 | –   | –   | –   | —   | –   | 4–2 | –   | –   |
| Fortaleza            | –   | –   | –   | 3–3 | –   | –   | —   | 2–0 | 3–1 | –   |
| Horizonte            | 1–1 | –   | –   | –   | –   | –   | –   | —   | –   | 1–3 |
| Iguatu               | 2–0 | –   | 1–0 | –   | –   | 1–0 | –   | –   | —   | –   |
| Maracanã-CE          | –   | –   | –   | 1–1 | –   | –   | –   | –   | 2–2 | —   |

### Desempenho por Rodada
Clubes que lideraram ao final de cada rodada:
| Rodadas | Rodadas | Rodadas | Rodadas | Rodadas | Rodadas |
| ------- | ------- | ------- | ------- | ------- | ------- |
|         | 1       | 2       | 3       | 4       | 5       |
| Grupo A | FLO     | FOR     | FOR     | FOR     | FOR     |
| Grupo B | IGU     | IGU     | CEA     | CEA     | CEA     |

Clubes que ficaram na última posição ao final de cada rodada:
| Rodadas | Rodadas | Rodadas | Rodadas | Rodadas | Rodadas |
| ------- | ------- | ------- | ------- | ------- | ------- |
|         | 1       | 2       | 3       | 4       | 5       |
| Grupo A | ATC     | ATC     | ATC     | ATC     | ATC     |
| Grupo B | HOR     | BAR     | BAR     | BAR     | BAR     |

## Fase final
Em itálico, as equipes que possuem o mando de campo no primeiro jogo do confronto e em negrito as equipes classificadas.
|  | Quartas de Final | Quartas de Final | Quartas de Final | Quartas de Final | Quartas de Final |  |  | Semifinais | Semifinais  | Semifinais | Semifinais | Semifinais |  |  | Final | Final       | Final | Final | Final |
|  |                  |                  |                  |                  |                  |  |  |            |             |            |            |            |  |  |       |             |       |       |       |
|  |                  |                  |                  |                  |                  |  |  | -          | Maracanã-CE | 1          | 0          | 1          |  |  |       |             |       |       |       |
|  | 3A               | Floresta         | 1                | 0                | 1                |  |  | 1A         | Fortaleza   | 1          | 3          | 4          |  |  |       |             |       |       |       |
|  | 2A               | Maracanã-CE      | 0                | 2                | 2                |  |  |            |             |            |            |            |  |  |       | Fortaleza   | 0     | 1     | 1 (2) |
|  |                  |                  |                  |                  |                  |  |  |            |             |            |            |            |  |  |       | Ceará (pen) | 0     | 1     | 1 (3) |
|  |                  |                  |                  |                  |                  |  |  | -          | Ferroviário | 2          | 1          | 3          |  |  |       |             |       |       |       |
|  | 3B               | Ferroviário      | 1                | 3                | 4                |  |  | 1B         | Ceará       | 3          | 1          | 4          |  |  |       |             |       |       |       |
|  | 2B               | Iguatu           | 0                | 1                | 1                |  |  |            |             |            |            |            |  |  |       |             |       |       |       |

#### Jogo de Ida
| Sábado, 30 de março | Fortaleza | 0 – 0          | Ceará | Arena Castelão, Fortaleza                                          |
| 16:40               |           | Súmula Borderô |       | Público: 33 131 Renda: R$ 777.971,00 Árbitro: SC Ramon Abatti Abel |

| Fortaleza | Ceará |

#### Jogo de Volta
| Sábado, 6 de abril | Ceará             | 1 – 1          | Fortaleza         | Arena Castelão, Fortaleza                                           |
| 16:40              | Saulo Mineiro 48' | Súmula Borderô | 57' Martín Lucero | Público: 57 100 Renda: R$ 2.109.117,00 Árbitro: RS Anderson Daronco |

|                                                                    |       | Penalidades                                         |  |
| Matheus Felipe Guilherme Castilho Jorge Recalde Lourenço Raí Ramos | 3 – 2 | Yago Pikachu Zé Welison Moisés Tinga Imanol Machuca |  |

| Ceará | Fortaleza |

## Quadrangular do Rebaixamento
| Pos | Equipe            | Pts | J | V | E | D | GP | GC | SG | Classificado              |     | HOR | BAR | ATC | CAU |
| --- | ----------------- | --- | - | - | - | - | -- | -- | -- | ------------------------- | --- | --- | --- | --- | --- |
| 1   | Horizonte         | 12  | 6 | 3 | 3 | 0 | 6  | 3  | +3 |                           |     | —   | 2–1 | 2–1 | 0–0 |
| 2   | Barbalha          | 7   | 6 | 2 | 1 | 3 | 6  | 7  | −1 |                           | 0–0 | —   | 2–0 | 1–0 |     |
| 3   | Atlético Cearense | 7   | 6 | 2 | 1 | 3 | 7  | 9  | −2 | Rebaixados à Série B 2025 |     | 0–1 | 3–2 | —   | 2–2 |
| 4   | Caucaia           | 6   | 6 | 1 | 3 | 2 | 5  | 5  | 0  | Rebaixados à Série B 2025 |     | 1–1 | 2–0 | 0–1 | —   |

## Premiação

### Campeão
| Campeão Cearense 2024       |
| --------------------------- |
| Ceará Campeão (46.º título) |

### Campeão do Interior
| Taça Padre Cícero 2024           |
| -------------------------------- |
| Maracanã-CE Campeão (1.º título) |

## Estatísticas

### Artilharia
| Gols | Jogador          | Time        |
| ---- | ---------------- | ----------- |
| 5    | Erick Pulga      | Ceará       |
| 4    | Romarinho        | Floresta    |
| 3    | Alan Victor      | Barbalha    |
| 3    | Aylon            | Ceará       |
| 3    | Ciel             | Ferroviário |
| 3    | Goiaba           | Caucaia     |
| 3    | Júnior Mandacaru | Maracanã-CE |
| 3    | Moisés           | Fortaleza   |
| 3    | Vinícius Alves   | Ferroviário |
| 3    | Yago Pikachu     | Fortaleza   |

### Hat-tricks
| Jogador      | Clube     | Adversário | Placar  | Data           | Ref.  |
| ------------ | --------- | ---------- | ------- | -------------- | ----- |
| Yago Pikachu | Fortaleza | Barbalha   | 0–5 (F) | 28 de janeiro  | [ 7 ] |
| Romarinho    | Floresta  | Horizonte  | 4–2 (C) | 4 de fevereiro | [ 8 ] |

### Público
Maiores públicos
Estes são os dez maiores públicos pagantes do campeonato, sem considerar as partidas com portões fechados:
| N.º | Público | Mandante  | Placar | Visitante         | Estádio           | Data            | Rodada   | Ref.   |
| --- | ------- | --------- | ------ | ----------------- | ----------------- | --------------- | -------- | ------ |
| 1   | 57 100  | Ceará     | 1–1    | Fortaleza         | Arena Castelão    | 6 de abril      | Volta F  | [ 9 ]  |
| 2   | 46 531  | Fortaleza | 3–3    | Ceará             | Arena Castelão    | 17 de fevereiro | 5ª       | [ 10 ] |
| 3   | 33 727  | Ceará     | 1–1    | Ferroviário       | Arena Castelão    | 16 de março     | Volta SF | [ 11 ] |
| 4   | 32 668  | Fortaleza | 0–0    | Ceará             | Arena Castelão    | 30 de março     | Ida F    | [ 12 ] |
| 5   | 24 493  | Fortaleza | 3–0    | Maracanã-CE       | Arena Castelão    | 17 de março     | Volta SF | [ 13 ] |
| 6   | 18 415  | Fortaleza | 2–0    | Horizonte         | Arena Castelão    | 20 de janeiro   | 1ª       | [ 14 ] |
| 7   | 12 611  | Fortaleza | 3–1    | Iguatu            | Arena Castelão    | 31 de janeiro   | 3ª       | [ 15 ] |
| 8   | 12 165  | Ceará     | 5–0    | Caucaia           | Arena Castelão    | 8 de fevereiro  | 4ª       | [ 16 ] |
| 9   | 11 996  | Ceará     | 1–0    | Floresta          | Presidente Vargas | 27 de janeiro   | 2ª       | [ 17 ] |
| 10  | 11 493  | Ceará     | 6–0    | Atlético Cearense | Presidente Vargas | 1 de fevereiro  | 3ª       | [ 18 ] |

Menores públicos
Estes são os dez menores públicos pagantes do campeonato, sem considerar as partidas com portões fechados:
| N.º | Público | Mandante          | Placar | Visitante         | Estádio           | Data            | Rodada | Ref.   |
| --- | ------- | ----------------- | ------ | ----------------- | ----------------- | --------------- | ------ | ------ |
| 1   | 42      | Atlético Cearense | 2–2    | Caucaia           | João Ronaldo      | 25 de fevereiro | 1ª QR  | [ 19 ] |
| 2   | 65      | Atlético Cearense | 3–2    | Barbalha          | João Ronaldo      | 3 de março      | 3ª QR  | [ 20 ] |
| 3   | 82      | Atlético Cearense | 0–1    | Horizonte         | João Ronaldo      | 12 de março     | 5ª QR  | [ 21 ] |
| 4   | 89      | Floresta          | 0–0    | Barbalha          | Presidente Vargas | 9 de fevereiro  | 4ª     | [ 22 ] |
| 5   | 91      | Floresta          | 4–2    | Horizonte         | Presidente Vargas | 4 de fevereiro  | 3ª     | [ 23 ] |
| 6   | 111     | Atlético Cearense | 0–0    | Barbalha          | João Ronaldo      | 16 de fevereiro | 5ª     | [ 24 ] |
| 7   | 119     | Caucaia           | 2–0    | Barbalha          | Raimundão         | 29 de fevereiro | 2ª QR  | [ 25 ] |
| 8   | 122     | Caucaia           | 0–1    | Horizonte         | Raimundão         | 15 de fevereiro | 5ª     | [ 26 ] |
| 9   | 137     | Caucaia           | 0–1    | Atlético Cearense | Raimundão         | 15 de março     | 6ª QR  | [ 27 ] |
| 10  | 148     | Floresta          | 1–0    | Maracanã-CE       | Presidente Vargas | 25 de fevereiro | Ida QF | [ 28 ] |

Médias de público
Estas são as médias de público dos clubes no campeonato. Considera-se apenas os jogos da equipe como mandante e o público pagante:
| Pos. | Equipe            | Média  | Total   | Mandos | Maior  | Menor  |
| ---- | ----------------- | ------ | ------- | ------ | ------ | ------ |
| 1    | Fortaleza         | 26 944 | 134 718 | 5      | 46 531 | 12 611 |
| 2    | Ceará             | 25 296 | 126 481 | 5      | 57 100 | 11 541 |
| 3    | Maracanã-CE       | 3 318  | 13 270  | 4      | 9 559  | 1 000  |
| 4    | Ferroviário       | 2 808  | 14 040  | 5      | 5 729  | 1 083  |
| 5    | Barbalha          | 1 208  | 6 039   | 5      | 4 930  | 289    |
| 6    | Iguatu            | 1 185  | 4 739   | 4      | 2 602  | 698    |
| 7    | Horizonte         | 748    | 3 739   | 5      | 1 973  | 202    |
| 8    | Caucaia           | 270    | 1 619   | 6      | 558    | 119    |
| 9    | Atlético Cearense | 165    | 827     | 5      | 527    | 42     |
| 10   | Floresta          | 109    | 328     | 3      | 148    | 89     |

## Classificação geral
A classificação geral dá prioridade ao time que avançou mais fases, e ao campeão, ainda que tenham menor pontuação. Segundo o art. 18 do Regulamento, as partidas da Primeira Fase serão desconsideradas na Classificação Geral, em relação às equipes que disputarem o Quadrangular do Rebaixamento, ao passo que as partidas das Quartas de Final serão desconsideradas, em relação às equipes que avançarem à Semifinal.

### Campeonato Cearense
| Pos | Equipe            | Pts | J | V | E | D | GP | GC | SG  | Classificação ou descenso                                                                                           |
| --- | ----------------- | --- | - | - | - | - | -- | -- | --- | --- |
| 1   | Ceará (C)         | 17  | 9 | 4 | 5 | 0 | 21 | 8  | +13 | Campeão e classificado à Copa do Brasil 2025 e Copa do Nordeste 2025                                                |
| 2   | Fortaleza         | 17  | 9 | 4 | 5 | 0 | 19 | 7  | +12 | Vice-campeão |
| 3   | Maracanã-CE       | 10  | 7 | 2 | 4 | 1 | 9  | 9  | 0   | Eliminado nas Semifinais e classificado à Série D 2025, Copa do Brasil 2025 e Eliminatória da Copa do Nordeste 2025 |
| 4   | Ferroviário       | 9   | 7 | 2 | 3 | 2 | 9  | 10 | −1  | Eliminado nas Semifinais                                                                                            |
| 5   | Floresta          | 10  | 7 | 3 | 1 | 3 | 8  | 7  | +1  | Eliminado nas Quartas de Final                                                                                      |
| 6   | Iguatu            | 10  | 7 | 3 | 1 | 3 | 8  | 9  | −1  | Eliminado nas Quartas de Final e classificado à Série D 2025                                                        |
| 7   | Horizonte         | 12  | 6 | 3 | 3 | 0 | 6  | 3  | +3  | Quadrangular do Rebaixamento e classificado à Série D 2025                                                          |
| 8   | Barbalha          | 7   | 6 | 2 | 1 | 3 | 6  | 7  | −1  | Quadrangular do Rebaixamento                                                                                        |
| 9   | Atlético Cearense | 7   | 6 | 2 | 1 | 3 | 7  | 9  | −2  | Rebaixados à Segunda Divisão de 2025                                                                                |
| 10  | Caucaia           | 6   | 6 | 1 | 3 | 2 | 5  | 5  | 0   | Rebaixados à Segunda Divisão de 2025                                                                                |

### Taça Padre Cícero
| Pos | Equipe          | Pts | J | V | E | D | GP | GC | SG | Classificação ou descenso |
| --- | --------------- | --- | - | - | - | - | -- | -- | -- | ------------------------- |
| 1   | Maracanã-CE (C) | 10  | 7 | 2 | 4 | 1 | 9  | 9  | 0  | Campeão                   |
| 2   | Iguatu          | 10  | 7 | 3 | 1 | 3 | 8  | 9  | −1 |                           |
| 3   | Horizonte       | 12  | 6 | 3 | 3 | 0 | 6  | 3  | +3 |                           |
| 4   | Barbalha        | 7   | 6 | 2 | 1 | 3 | 6  | 7  | −1 |                           |
| 5   | Caucaia         | 6   | 6 | 1 | 3 | 2 | 5  | 5  | 0  |                           |